# Rafael Saraiva
Rafael Saraiva é deputado estadual por São Paulo, eleito em 2022 com 98.070 votos pelo União Brasil. Ativista reconhecido da causa animal, é considerado a principal liderança política do estado nesse tema. Em seu primeiro mandato, aprovou leis que proíbem o acorrentamento de cães e gatos, a venda de animais em vitrines e a criação comercial sem regulamentação.
Criou projetos inovadores como o Edital Animal SP — em que a população decide quais ONGs recebem emendas parlamentares —, o Novo Código Animal, que envolveu mais de 4 mil sugestões populares, e o movimento São Paulo Pelos Animais, que integra castração, legislação e apoio às ONGs em todo o estado.
É também o idealizador do SEMPAI, sistema de proteção à infância contra abandono civil, e autor de mais de 20 projetos de lei nas áreas de inclusão, saúde, infância e proteção animal.
Já resgatou mais de 2 mil animais, atuando em mais de 150 cidades paulistas, com destaque para ações emergenciais nas enchentes de São Sebastião, Rio Grande do Sul e Peruíbe. Desmantelou a feira clandestina de venda de animais no Ceagesp, que funcionava ilegalmente havia mais de 18 anos.
É padrinho do Instituto Eu Luto Pelo Animais, que conta com mais de 850 animais resgatados. Rafael realiza resgates de animais em situação de maus tratos e vulnerabilidade, além de ser o parlamentar que mais promove castração em todo o estado de São Paulo.

Atualmente, projeta-se como uma das principais lideranças políticas do União Brasil no estado de São Paulo, articulando políticas públicas com forte apelo social e impacto direto na vida da população.